# حمزة المزيني
حمزة بن قبلان المزيني (1363 هـ / 1944م -) ناقد ومترجم وأستاذ لسانيات سعودي معاصر، وعضو في مجلس إدارة هيئة الأدب والنشر والترجمة من يوليو 2020م. من أبرز جهوده في الترجمة ترجمة عدد من مؤلفات اللغوي والفيلسوف الأمريكي نعوم تشومسكي إلى العربية، وهو حاصل على جائزة الملك عبد الله بن عبد العزيز العالمية للترجمة في دورتها العاشرة عام 2022م.

## سيرته
- حاصل على درجة الدكتوراة من جامعة تكساس أوستن بالولايات المتحد الأمريكية.
- أستاذ بروفيسور في جامعة الملك سعود بالرياض.
- يكتب في الصحف السعودية منها: صحيفة الوطن.
- عرف بمقالاته الرصينة في نقد المناهج ونقد مفاهيم أسلمة المعرفة، وفي نقد التيارات التقليدية. وله سجال معروف مع دكتور تقليدي وصل إلى المحاكم وأصدر فيه القضاء حكم صارم ضد المزيني، تدخل فيه الملك السعودي مسقطا الحكم، في سابقة صدر من بعدها قرار ملكي يقضي باحالة جميع قضايا الاعتراض على مخرجات التعبير والرأي إلى لجنة في وزارة الاعلام لا إلى القضاء العام. والدكتور المزيني معروف على المستوى العربي بترجمته كتب اللغوي الأمريكي نعوم تشومسكي إلى العربية.[4]

## إنتاج المزيني المكتوب

### المؤلفات
- (الأصل الصرفي لصيغ الفعل في اللغة العربية). صدر عن مركز البحوث كلية الآداب بجامعة الملك سعود عام 1414.
- (مراجعات لسانية) جزأين.
- التحيز اللغوي وقضايا أخرى.
- (ثقافة التطرف: التصدي لها والبديل عنها). صدر عن مؤسسة الانتشار العربي عام 2008.[5]
- (الأهلة وشهود المستحيل) صدر عن مؤسسة الانتشار العربي عام 2008.[6]
- (في مواجهة التشدد) صدر عن مؤسسة الانتشار العربي عام 2012.[7]
- (حوار مع الضفة المقابلة) صدر عن مؤسسة الانتشار العربي عام 2012.[8]
- (اختطاف التعليم في المملكة العربية السعودية) صدر عن مؤسسة الانتشار العربي عام 2010.[9][10]
- (في مواجهة الطائفية) صدر عن مؤسسة الانتشار العربي عام 2013.[11]
- (واستقرت بها النوى) [سيرة ذاتية] صدر عن دار مدارك 2019.[12]
- (ترجمات ومراجعات) صدر عن دار كنوز المعرفة 2023.[13]
- (أكاذيب عشنها بها) صدر عن دار جداول 2024م.[14]
- (اللغة العربية إلى أين؟) صدر عن دار كنوز المعرفة للنشر والتوزيع 2024م.[15]

#### الترجمات
- (اللغة ومشكلات المعرفة) تأليف: نعوم تشومسكي / 1988.
- (دلالة الشكل في العربية في مرآة اللغات الأوروبية المعاصرة) تأليف: اللساني الأمريكي ديفيد جستس.
- (آفاق جديدة في دراسة اللغة والعقل) - تأليف: نعوم تشومسكي.
- (اللغة والطبيعة) تأليف: نعوم تشومسكي.
- (الغريزة اللغوية: كيف يبدع العقل اللغة) تأليف: ستيفن بنكر.
- (من عنيزة إلى وول ستريت ـ سيرة حياة سليمان العليان). تأليف: مايكل فيلد. صدر عام 2002.[16]
- (العولمة والإرهاب: حرب أمريكا على العالم) مجموعة من المؤلفين. صدر عن مكتبة مدبولي عام 2002.[17]
- (محاسن العربية في المرآة الغربية) تأليف: ديفيد جستس. صدر عن مركز الملك فيصل للبحوث والدراسات الإسلامية عام 2004.
- (الهوية والعنف..وَهْم القدر) تأليف: أمارتيا سين. صدر عن دار جداول عام 2012.[18]
- (المتخفي: الحيوات السرية للدماغ) تأليف: ديفيد ايجلمان. صدر عن دار جداول عام 2013.[19]
- (دراسات في تاريخ اللغة العربية). صدر عن دار كنور المعرفة عام 2014.[20]
- (دراسة اللغة) تأليف: جورج يول. صدر عن دار جداول عام 2017.[21]
- (أي نوم من المخلوقات نحن؟) تأليف: نعوم تشومسكي. صدر عن دار كنوز المعرفة الأردنية عام 2017.[22]
- (دليل ميسر إلى الفكر والمعنى) تأليف: راي جاكندوف. صدر عن دار كنوز المعرفة الأردنية عام 2018.[23]
- (هل بعضُ اللغات أفضلُ من بعض؟) تأليف: روبرت وليم ديكسون. صدر عن دار كنور المعرفة الأردنية 2018.[24]
- ( أصول النحو التوليدي كما يراها تشومسكي: مقدمة كتاب البنية المنطقية للنظرية اللسانية) صدر عن دار كنوز المعرفة 2020.[25]
- (اللسانيات الديكارتية: فصل في تاريخ الفكر العقلاني) تأليف: نعوم تشومسكي. صدر عن دار كنوز المعرفة 2022.[26]

## الجوائز
حصل على جائزة الملك عبد الله بن عبد العزيز العالمية للترجمة في دورتها العاشرة عام 2022م في فرع (الترجمة لجهود الأفراد).

## وصلات خارجية
- حمزة المزيني على موقع أرشيف الشارخ.

- الموقع الرسمي